# イソビテキシン
イソビテキシン(Isovitexin)は、フラボノイドの一種であり、アピゲニンの6-C-グルコシドである。トケイソウ属やアサイーに含まれる。ホモビテキシンやサポナレチンとも呼ばれる。

## 代謝
- イソビテキシンβ-グルコシルトランスフェラーゼ(EC 2.4.1.106)

## 配糖体
サポナリンは、イソビテキシンの7-O-グルコシドである。